# Just in Love
Just In Love é o segundo single da carreira solo de Joe Jonas. A canção ganhou uma versão remix com participação de Lil Wayne.

## Videoclipe
No videoclipe, Joe aparece em cena com um visual mais maduro que o habitual. O vídeo gira em torno dele e da atriz, que faz seu par romântico, onde aparentam viver um casal apaixonado. O clipe foi dirigido por Jaci Judelson e ambientado na cidade de Paris, na França.

## Just in Love
A música foi tema de Fiuk e Bruna Marquezine em "Aquele Beijo"